# Cá ngân long
Cá ngân long (tên khoa học Osteoglossum bicirrhosum) là một loài cá xương nước ngọt Nam Mỹ thuộc họ Osteoglossidae. Cá ngân long đôi khi được nuôi trong bể thủy sinh, nhưng chúng là loài săn mồi và cần bể rất lớn.
Danh pháp chi Osteoglossum có nghĩa là "lưỡi xương" và danh pháp loài bicirrhosum có nghĩa là "hai râu" (từ tiếng Hy Lạp).

## Phạm vi và môi trường sống
Loài cá Nam Mỹ này có nguồn gốc từ lưu vực sông Amazon, Essequibo và Oyapock. Chúng không sống ở lưu vực sông Rio Negro, ngoại trừ sông Branco, nơi sinh sống của cả cá ngân long và cá hắc long.
Cá ngân long xuất hiện ở cả môi trường nước đen và nước trắng, bao gồm cả rừng ngập nước.

## Mô tả
Loài cá này có vảy tương đối lớn, thân dài và đuôi thon, vây lưng và vây hậu môn kéo dài đến tận vây đuôi nhỏ, chúng gần như hợp nhất với nhau. Tổng chiều dài tối đa thường được đạt 0,9 m (3,0 ft), nhưng có báo cáo về cá thể lên đến 1,2 m (3,9 ft). Không giống như cá hắc long, cá ngân long có màu sắc giống nhau trong suốt vòng đời của nó. Con trưởng thành của hai loài rất giống nhau, nhưng có thể được phân biệt bằng mô sinh học.
Cá nhóm này thường được người nuôi cá gọi là 'cá rồng' vì lớp vảy sáng bóng như áo giáp và râu đôi của chúng gợi nhớ đến những mô tả về rồng trong văn hóa dân gian Đông Á.

## Tập tính
Loài này còn được gọi là 'khỉ nước' vì khả năng nhảy lên khỏi mặt nước để bắt mồi. Cá thường bơi gần mặt nước chờ đợi con mồi tiềm năng. Mặc dù các mẫu vật đã tìm được có hài cốt của chim, dơi, chuột và rắn trong dạ dày của chúng, chế độ ăn chính của cá này bao gồm ốc sên, động vật giáp xác (như cua), côn trùng (như bọ cánh cứng), nhện, cá nhỏ hơn và các động vật khác. nổi trên mặt nước, nhằm mục đích điều chỉnh chiếc miệng giống như cây cầu kéo.

## Tình trạng bảo tồn
Cá ngân long hiện không được liệt kê trong bất kỳ phụ lục CITES nào  và được liệt vào danh sách loài ít quan tâm  trong Sách đỏ IUCN. Tuy nhiên, đây là một trong những loài cá cảnh phổ biến nhất ở Nam Mỹ và do đó tình trạng bảo tồn đáng được chú ý. Các mối đe dọa khác bao gồm hạn hán và nạn phá rừng, bồi lắng và thoát nước đất cho con người sử dụng.
Theo báo cáo của Dịch vụ Tin tức Môi trường vào tháng 8 năm 2005, việc sử dụng chung quần thể cá ngân long là nguyên nhân dẫn đến tranh chấp giữa chính quyền Brazil và Colombia. Cá ngân long non được đánh bắt ở Colombia để bán làm cá cảnh, trong khi người dân vùng Amazonia của Brazil bắt cá trưởng thành để làm thức ăn. Số lượng cá ngân long giảm mạnh đã khiến chính quyền Brazil cấm đánh bắt chúng trong khoảng thời gian từ ngày 1 tháng 9 đến ngày 15 tháng 11; Colombia cấm bắt trong khoảng thời gian từ ngày 1 tháng 11 đến ngày 15 tháng 3.
Cá ngân long thường được những người chơi cá cảnh có kinh nghiệm nuôi làm thú cưng, được xem là một loài thay thế dễ tiếp cận cho cá rồng châu Á, được liệt kê trong Phụ lục I của CITES và do đó rất khó và tốn kém để có được một cách hợp pháp.